# Stamboom Willem II van Oranje
Dit is de stamboom van Willem II van Oranje (1626-1650).
| Stamboom Willem II van Oranje (1626-1650)                        | Stamboom Willem II van Oranje (1626-1650)                                              | Stamboom Willem II van Oranje (1626-1650)                                   |
| ---------------------------------------------------------------- | -------------------------------------------------------------------------------------- | --------------------------------------------------------------------------- |
| Grootouders                                                      | Willem I van Oranje (1533-1584) Willem de Zwijger x 1583 Louise de Coligny (1555-1620) | Johan Albrecht I van Solms-Braunfels x Agnes van Sayn-Wittgenstein          |
| Ouders                                                           | Frederik Hendrik van Oranje (1584-1647) x 1625 Amalia van Solms (1602-1675)            | Frederik Hendrik van Oranje (1584-1647) x 1625 Amalia van Solms (1602-1675) |
| Willem II van Oranje (1626-1650) x 1641 Maria Stuart (1631-1660) |                                                                                        |                                                                             |
| Kinderen                                                         | Willem III van Oranje (1650-1702) x Maria II Stuart (1662-1694)                        | Willem III van Oranje (1650-1702) x Maria II Stuart (1662-1694)             |
| Kleinkinderen                                                    | -                                                                                      | -                                                                           |